# Мемориал памяти и славы (Назрань)
Мемориал памяти и славы — мемориальный комплекс в Насыр-Кортском административном округе Назрани, посвященный важнейшим памятным датам и событиям Ингушетии. Памятники и композиции комплекса освещают основные этапы истории Ингушетии от вхождения в состав России до современности, и посвящены историческим деятелям, внёсшим значительный вклад в становление и развитие ингушской государственности. Ансамбль мемориала сочетает в себе архитектуру и садово-парковое искусство. 

## История
Строительство мемориала — музея памяти жертв сталинских репрессий «Девять башен» по проекту Мурада Полонкоева началось в 1996 году. Мемориал был открыт 23 февраля 1997 года, к 53-й годовщине трагедии ингушского и других депортированных народов СССР. 
В 2010 году на прилегающей территории началось строительство современного мемориального комплекса. Были разбиты аллеи, созданы такие архитектурные сооружения, как фонтаны, арки, барельефы и другие объекты, отображающие и символизирующие важнейшие события в истории Ингушетии.
Официальное открытие комплекса состоялось 9 июня 2012 года и было приурочено к 20-летию Республики Ингушетия. На мероприятии присутствовали руководители федеральных и республиканских государственных органов, несколько глав субъектов РФ, а также видные российские и ингушские общественные и религиозные деятели. В день открытия Глава Республики Ингушетия Юнус-бек Евкуров в своем выступлении отметил: 

Сегодня открывается Мемориал памяти и славы Ингушетии. Это исторический памятник, здесь отражены все события, которые связаны с историей Ингушетии в составе России. Двести с лишним лет назад мы дали клятву верности нашей стране и всегда оставались верны ей. В мемориале памяти увековечены имена тех, кто героически отстаивал независимость нашей великой Родины — России. Молодое поколение должно знать их имена и гордиться их великим прошлым. В истории ингушского народа есть трагические и героические страницы. Этот Мемориал — напоминание об этом и пожилым, и молодым. Мы должны помнить и не забывать, и идти вперед с высоко поднятой головой. — Пресс-служба Главы РИ, Назрань, 9 июня 2012 года

## Описание

### «Девять башен»
Мемориал «Девять башен» (ингуш. «Ийс гӏа́ла»), посвящённый жертвам репрессий и геноцида в СССР, построен по проекту заслуженного художника России Мурада Полонкоева. Памятник представляет собой девять ингушских башен, скреплённых колючей проволокой — их количество символизирует девять депортированных народов. Сооружение является доминантой всего мемориального комплекса. В центральной башне — 4 этажа, её высота — 25 метров. Каждая из башен отражает архитектуру разных исторических эпох ингушского народа. За мемориалом находится несколько десятков чуртов — каменных надгробий.
Внутри мемориала функционирует музей, в котором представлены фотодокументы, предметы быта, картины и другие экспонаты, свидетельствующие о репрессиях в СССР 1940—1950 годов, а также о жертвах среди мирного населения в осетино-ингушском конфликте 1992 года. 

### Колоннады
По правой и левой стороне комплекса полукругом построены колоннады, вдоль одной которых установлены 18 мемориальных плит с именами 36 ингушей, имевших государственные награды в период службы в Российской императорской армии. Вдоль второй колоннады установлены 18 мемориальных плит, где высечены имена 36 видных ингушских деятелей: революционеров, участников Гражданской войны, а также просветителей и других личностей, внесших большой вклад в создании и развитии государственности Ингушетии, среди них Д. Лихачёв, Патриарх Алексий II, С. Орджоникидзе, И. Зязиков, Е. Крупнов, Г. Мартиросиан, М. Джабагиев и другие.

### Экспонат поезда времён депортации ингушей 1944 года
23 февраля 2014 года на территории Мемориала памяти и славы был установлен экспонат поезда времен депортации ингушей в 1944 в память об этом геноциде. Экспонат представляет собой паровоз серии Л-2046 и вагон «Теплушка», в которых осуществлялась насильственная перевозка депортируемых народов. По бокам экспоната установлены два монумента с указанием дат «1944» и «1957», символизирующих год высылки ингушского народа и год реабилитации и возвращения на Родину. Именно столько, 13 лет, ингуши находились в ссылке в Казахстане и других районах Средней Азии. На втором монументе также изображено восходящее солнце, как символ свободы, возвращения и возрождения ингушской нации.

### Памятник Ингушскому конному полку «Дикой Дивизии»
Конный памятник Ингушскому полку Дикой Дивизии расположен рядом с памятником последнему защитнику Брестской крепости.

### Памятник последнему защитнику Брестской крепости
Памятник последнему защитнику Брестской крепости лейтенанту Уматгирею Артагановичу Барханоеву. Офицер изображен во весь рост на фоне фрагмента крепостной стены. С обратной стороны данной стены высечены патриотические надписи, которые были высечены на стенах советскими солдатами — защитниками крепости в дни её обороны в Великой Отечественной войне. Кроме того, на памятнике имеются три мемориальные доски, на которых высечены фамилии защитников Брестской крепости.

### Горельеф «Вхождение Ингушетии в состав России»
Установлен барельеф «Вхождение Ингушетии в состав России» с мемориальной доской «Клятвенное обещание», где выгравирован текст присяги представителей ингушского народа на верность России.

### Барельеф «Ингушетия»
Барельеф «Ингушетия», на которой изображена современная республика и её люди. Под барельефом имеется мемориальная доска с выдержкой Указа Президента России Б. Н. Ельцина о создании Ингушской Республики.

### Мемориальная плита Героев-ингушей
Мемориальная доска с именами уроженцев Ингушетии — Героев Советского Союза, Героев Российской Федерации, Героев Социалистического Труда.

## Галерея

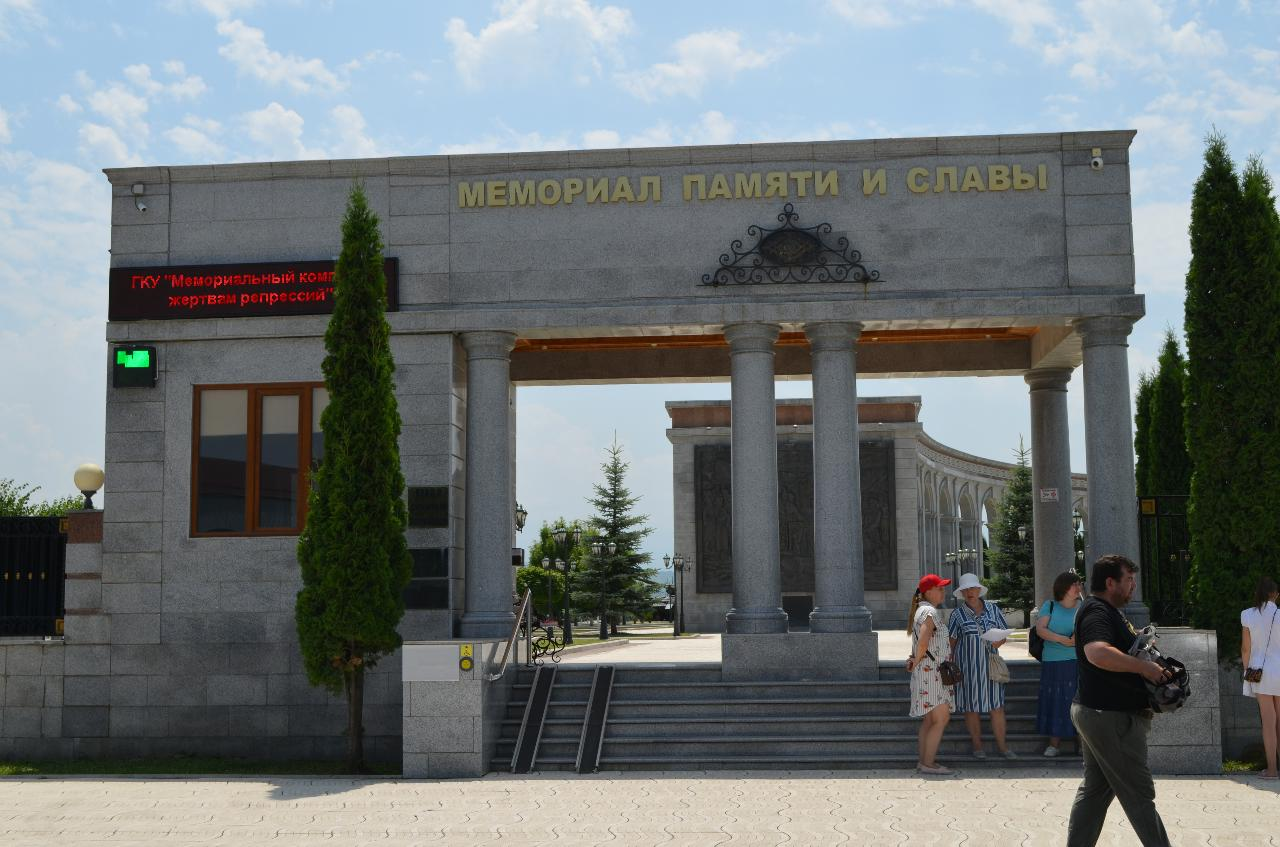
Вход в мемориал
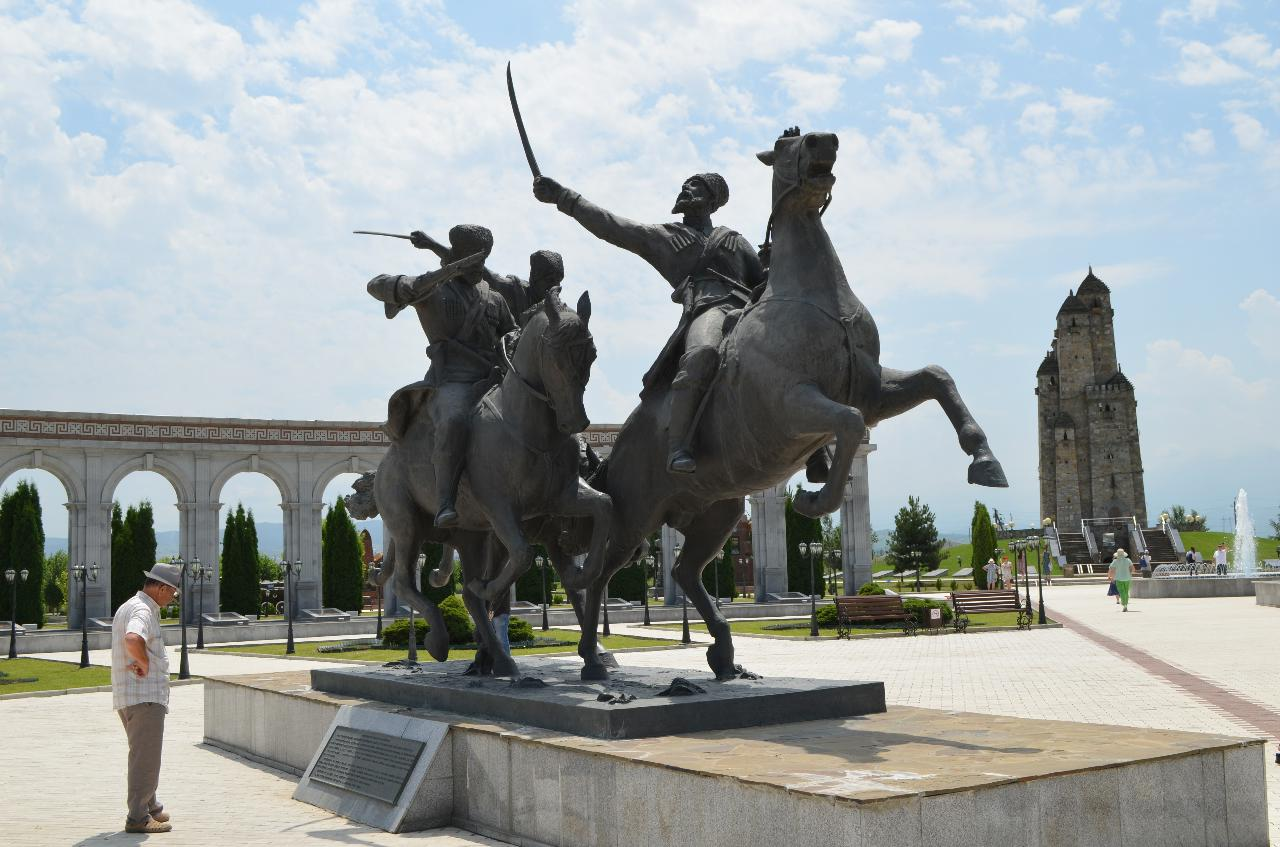
Памятник ингушскому полку «Дикой дивизии»
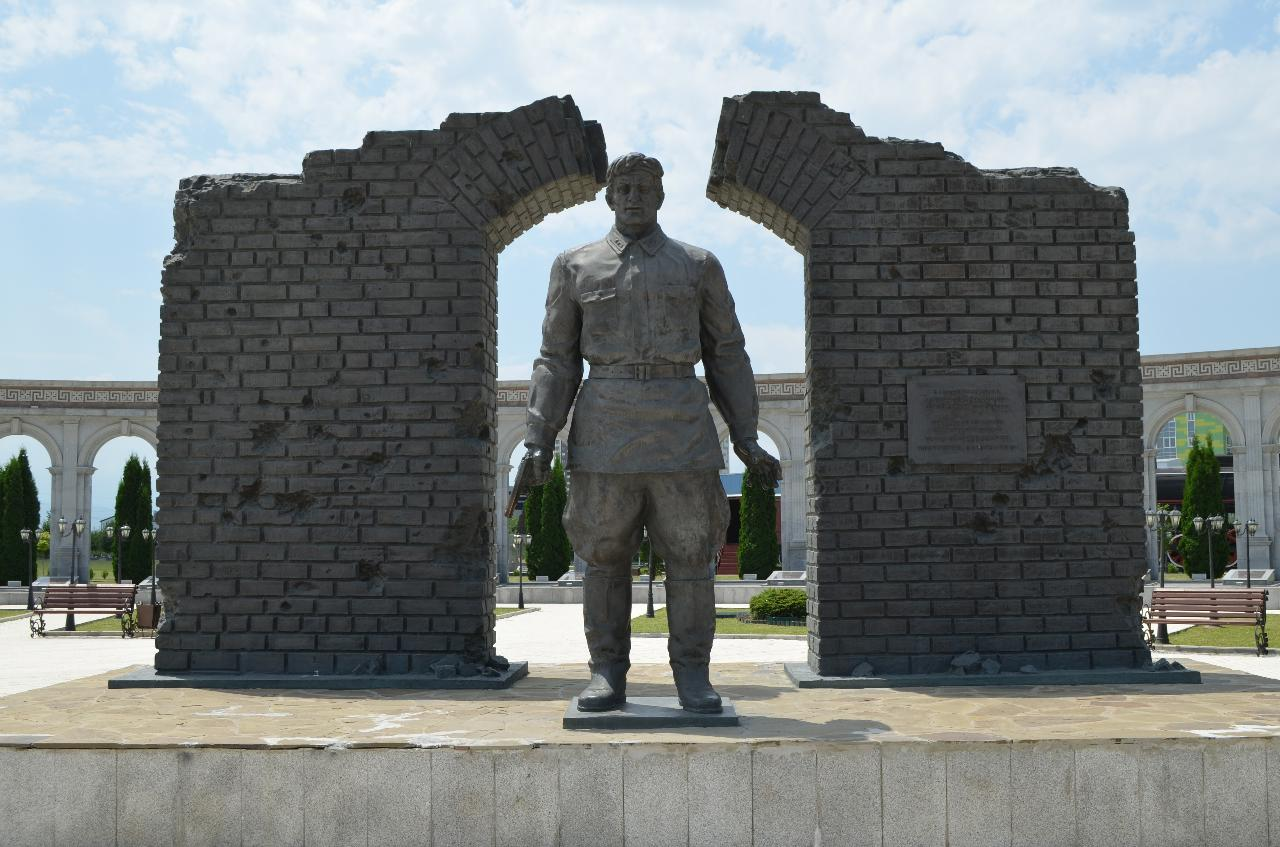
Памятник У. А. Барханоеву
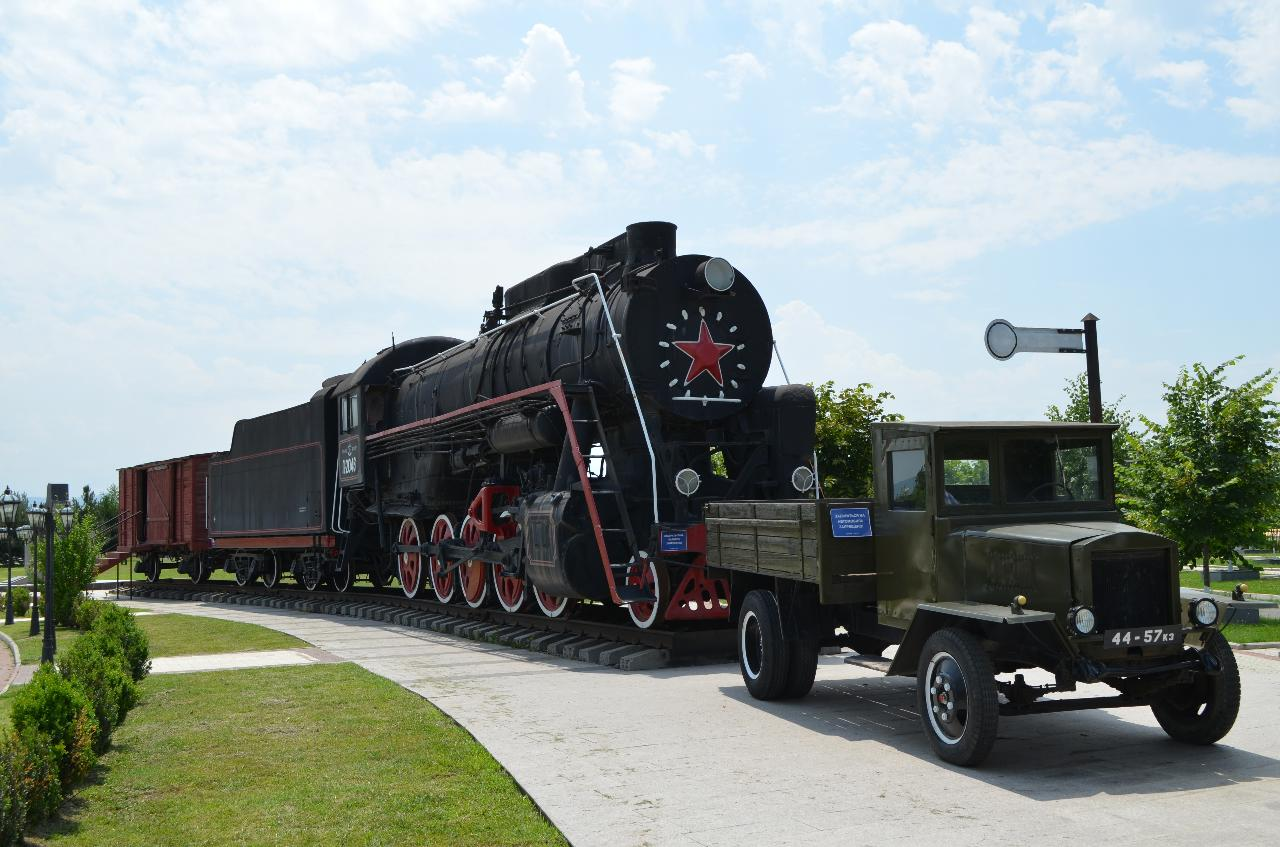
Паровоз, техника (депортация)